# Висілки-Новопіль
Висілки-Новопіль (рос. Выселки-Новополь) — колишнє село у Пулинській волості Житомирського повіту Волинської губернії та Новопільській сільській раді Черняхівського району Волинської округи.

## Населення
У 1923 році налічувалося 200 мешканців, дворів — 35.

## Історія
До 1923 року — сільце Пулинської волості Житомирського повіту Волинської губернії. У 1923 році включене до складу новоствореної Новопільської сільської ради, яка 7 березня 1923 року увійшла до складу новоутвореного Черняхівського району Житомирської (згодом — Волинська) округи. Розміщувалося за 17 верст від районного центру, містечка Черняхів, та пів версти — від центру сільської ради, села Новопіль.
Зняте з обліку населених пунктів до 1 жовтня 1941 року.